# Rusty Lisch
Russell John Lisch, detto Rusty (Belleville, 21 dicembre 1956), è un ex giocatore di football americano statunitense che ha giocato nel ruolo di quarterback nella National Football League. Al college ha giocato a football all'Università di Notre Dame vincendo un campionato NCAA come riserva di Joe Montana

## Carriera
Lisch fu scelto nel corso del quarto giro (80º assoluto) del Draft NFL 1980 dai St. Louis Cardinals, dove giocò fino al 1983. Nella stagione successiva, l'ultima in carriera, passò ai Chicago Bears. In trenta gare come professionista, passò un solo touchdown a fronte di 11 intercetti, per un passer rating di 25,1.

## Statistiche
| Yard passate  | 547  |
| Touchdown     | 1    |
| Intercetti    | 11   |
| Passer rating | 25,1 |